# Poirotovi raniji slučajevi
Poirotovi raniji slučajevi (izdan 1974.) je zbirka kriminalističkih priča Agathe Christie. Djelo govori o 18 misterija koje je slavni Hercule Poirot rješavao prije nego što je postao slavan.

## Priče i radnja

### Događaj na plesu pod maskama
Radijska zvijezda Coco Courtney nađena je mrtva od prevelike doze kokaina nakon plesa pod maskama na kojem je i Poirot bio nazočan iako ne u kostimu. Na plesu je Poirot primijetio da se Coco prepire s vikontom Cronshawom koji je kasnije nađen mrtav u blagovaonici s nožem zabodenim u srce. Poirot i inspektor Japp vode istragu usredotočenu na potragu za zelenim pomponom otkinutim s Cronshawovog šaljivog kostima.

### Pustolovine Claphamske kuharice
Poirot nije nimalo oduševljen kad ga gđa Todd zamoli da pronađe njenu kuharicu. A uvrijeđen je kad ga otpusti od slučaja tako što mu za usluge plati jednu gvineju. Ipak. nijedna zagonetka nije premalena za Herculea Poirota. Kad jednom prihvati slučaj, dovodi ga do rješenja. Osim toga. Poirot shvaTa da se iza nestanka kuharice krije više nego što se isprva činilo.

### Cornwallska tajna
Na svoju veliku žalost, Poirot je u Cornwall došao prekasno da spriječi smrt gđe Pengelley koja je tražila njegovu pomoć zbog sumnje da je muž zubar truje kako bi se mogao oženiti svojom mladom pomoćnicom. Nakon prvih razgovora Poirot je uvjeren da gđu Pengelley nije ubio muž i kreće u potragu za pravim ubojicom.

### Pustolovina Johnnieja Waverlya
Poirota pozovu da istraži niz prijetnji otmice trogodišnjeg sina bogatog aristokrata. Mađutim, Poirot nakon dolaska u Waverly Court posumnja na dječakove roditelje - posebice nakon što iznenada otpuste poslugu. Budući da nema kuhara, Poirot i Hastings moraju se okrenuti drugamo u potrazi za jelom, a to ih dovodi do ključnih obavijesti u vezi s planiranom otmicom.

### Dvostruki trag
Genijalni belgijski detektiv inače neosjetljiv na ženske čari zaljubi se prvi put u životu. Ti neuobičajeni osjećaji usmjereni su prema lijepoj ruskoj grofici Veri Rossakoff koju je upoznao istražujući četiri krađe dragulja među pripadnicima visokog društva. Dok je Poirot zaokupljen groficom, Hastings i gđica Lemon sami šeprtljavo istražuju zločine.

### Princ i glumica
Poirot i Hastings posjećuju studio gdje njihov prijatelj režira film. Promatraju snimanje i šokira ih ponašanje vlasnika studija Henryja Reedburna, koji s glumcima i ekipom postupa doista strašno. Iste večeri Reedburna nalaze mrtvog u njegovu domu. Kad zbog ubojstva osumnjiče mladu zvijezdu filma Valerie Saintclair, njezin zaručnik angažira Poirota ne bi li dokazao njezinu nevinost.

### Lemesurierovo nasljedstvo
Svaka generacija Lemesurierovih pati od obiteljskog prokletstva prema kojemu prvorođeni sin ne naslijedi imanje svoga oca. Gđa Lemesurier pozove Poirota nakon što joj je se prvorođenom sinu dogodi serija "nesreća", a ona sumnja na nešto više od prokletstva kao uzrok tome...

### Izgubljeni rudnik
Dok je Poirot u banci, predsjednik banke čeka Kineza koji bi banci trebao prodati zemljovid s ucrtanim izgubljenim rudnikom srebra. Kada g. Wu Linga nađu mrtva blizu kasina Crveni zmaj u luci, viši inspektor Japp oduševi se prigodom da prekine lanac krijumčara droge koji lovi već godinama. Poirot je uvjeren da nije riječ samo o organiziranom zločinu.

### Plymouth Express
Mlada nasljednica Florence Halliday ubijena je na putu u Plymouth. Glavni su sumnjivci dvojica poznatih lovaca na miraz: njen pokvareni bivši muž Rupert i noviji obožavatelj Francuz grof Rochefour. Poirot i Hastings slijede Florencein trag putujući vlakom. Florence je posljednji put viđena kako traži večernje novine što Poirotu daje ključ za rješavanje ubojstva.

### Bombonjera
Poirot ide u Bruxelles u pratnji inspektora Jappa kako bi primio "Branche d'Or" za zasluge za Belgiju. Primjedba policijskog načelnika Chantaliera podsjeti ga na slučaj koji prije više od 20 godina "nije uspio riješiti". Sama je pomisao besmislena pa se Poirot u mislima zabavlja fascinantnom pričom o liberalnom političaru i njegovoj vjernoj bombonijeri.

### Planovi za podmornicu
Poirot je pozvan u dom lorda Alloway, potencijalnog premijera. Planovi za novu englesku podmornicu su ukradeni iz Allowayeva doma i Poirot je njegova jedina nada. Poirot nastoji riješiti slučaj, ali iskazi svjedoka se ne poklapaju...

### Stan na trećem katu
Poirot se dosađuje - već tjednima nema slučaja kojim bi se pozabavio. Hastingsov pokušaj da oraspoloži prijatelja izlaskom na predstavu obija mu se o glavu kada Poirot ne uspije pogoditi tko je ubojica. Ipak, belgijskom superdetektivu život ne može predugo mirno teći: tek što se uselila u stan na trećem katu njegove zgrade, nova je stanarka ubijena, a to Poirotu omogućuje rješavanje zločina na vlastitom pragu.

### Dvostruki grijeh
Hastings nije sretan kad Poirot spominje umirovljenje i predlaže mu kratak odmor na sjeverozapadu Engleske. Na izletu na jezero Windermere Hastingsa očara suputnica Mary Durrant koja mu povjeri da nosi dragocjene antikvitete koje namjerava prodati klijentu. Kad su na putu starine ukradene, Hastings preuzima istragu. Svježe umirovljeni Poirot hini da ga krađa nimalo ne zanima.

### Tajna tržnice
Čovjek je navodno počinio samoubojstvo, ali stvari nisu uvijek onakve kakve se čine. Kućepazitelj ističe da je pištolj bio u žrtvinoj lijevoj ruci, a on je bio dešnjak.

### Osinje gnijezdo
Satnik Hastings otkrije spletku i tajnu na fotografiji dok se igra novim fotoaparatom na vrtnoj zabavi na kojoj je s Poirotom i inspektorom Jappom. Belgijski detektiv uskoro se nađe usred priče o ljubomori, osveti i osama, a Japp završi u bonici zbog upale slijepog crijeva.

### Dama s velom
U slavnom londonskom Burlington Arcadeu čovjek je zgrabio šaku dragulja i pobjegao. Istodobno Poirot se dosađuje i razmišlja o tome da i on postane zločinački veleum. Dolazi mu lady Millicent Castle Vaugh koja se uskoro treba udati za vojvodu od Southshirea, ali bivši je ljubavnik ucjenjuje. Poirot sad ima ispriku da ostvari svoje zločinačke ambicije i provali u stan navodnog ucjenjivača.

### Problem na moru
Krstareći Sredozemljem Poirot i njegovi suputnici nadomak su Aleksandriji. Pukovnik Clapperton, koji je izazvao simpatije kao žrtva svoje ohole žene, iskrcava se radi obilaska luke. Poziva ženu da mu se pridruži, ali svi, pa i Poirot, jasno čuju kako da ona otresito odbija. Na povratku na brod iste večeri doznaju da je gđa Clapperton opljačkana i izbodena. Kapetan želi izbjeći skandal pa zamoli Poirota da istraži zločin.

### Kako raste vrt tvoj
Postarija gđica Amelia Barrowby otrovana je u svom domu. Sumnja prvo pada na njenu družbenicu Katrinu. Poirot i Hastings upoznali su gđicu Barrowby ranije tog ljeta na sajmu cvijeća na kojem je po velikom detektivu nazvana nova ruža. Poirot odlazi u Amelijin dom, a novopronađeno zanimanje za vrtlarstvo isplati mu se kad u Amelijinoj cvjetnoj gredici primijeti nešto sumnjivo.

## Kontinuitet
Događaj na plesu pod maskama, Pustolovine Claphamske kuharice, Cornwallska tajna, Princ i glumica, Lemesurierovo nasljedstvo, Plymouth Express, Planovi za podmornicu i Tajna tržnice prvi put su objavljeni u zbirci Nesretni čovjek (1951.).
Pustolovina Johnnieja Waverlya i Stan na trećem katu prvi put su objavljeni u zbirci Tri slijepa miša (1950.).
Dvostruki trag, Dvostruki grijeh i Osinje gnijezdo prvi put su objavljeni u zbirci Dvostruki grijeh (1961.).
Problem na moru i Kako raste vrt tvoj prvi put su objavljeni u zbirci Misterij na regati (1939.).
Izgubljeni rudnik, Bombonjera i Dama s velom su nove priče.

## Ekranizacija
Priče koje su ekranizirane u TV seriji Poirot s Davidom Suchetom u glavnoj ulozi:
1. Događaj na plesu pod maskama u trećoj sezoni (1991.)
2. Pustolovine Claphamske kuharice u prvoj sezoni (1989.)
3. Cornwallska tajna u drugoj sezoni (1990.)
4. Pustolovina Johnnieja Waverlya u prvoj sezoni (1989.)
5. Dvostruki trag u trećoj sezoni (1991.)
6. Princ i glumica u prvoj sezoni (1989.)
7. Izgubljeni rudnik u drugoj sezoni (1990.)
8. Plymouth Express u trećoj sezoni (1991.)
9. Bombonjera u petoj sezoni (1993.)
10. Stan na trećem katu u prvoj sezoni (1989.)
11. Dvostruki grijeh u drugoj sezoni (1990.)
12. Osinje gnijezdo u trećoj sezoni (1991.)
13. Dama s velom u drugoj sezoni (1990.)
14. Problem na moru u prvoj sezoni (1989.)
15. Kako raste vrt tvoj u trećoj sezoni (1991.)

## Poveznice
- Poirotovi raniji slučajevi  Arhivirana inačica izvorne stranice od 27. srpnja 2014. (Wayback Machine) na Agatha-Christie.net, najvećoj domaćoj stranici obožavatelja Agathe Christie